# BMW Open
BMW Open (також нім. Internationale Tennis-Meisterschaften von Bayern, англ. Bavarian International Tennis Championships) — міжнародний чоловічий професійний тенісний турнір, який проводиться на відкритих ґрунтових кортах в Мюнхені, Німеччина, є частиною  туру ATP 250. Заснований 1899 року як змішаний чоловічий і жіночий турнір, раніше був відомий під назвою Bavarian Open.

## Фінали

### Одиночний розряд
Неповний список фіналів:
| Рік                | Чемпіон                                   | Фіналіст                                  | Рахунок                                   |
| ------------------ | ----------------------------------------- | ----------------------------------------- | ----------------------------------------- |
| 1899               | Richard Blaul                             | Mr. Stratzer                              | 7–5, 4–6, 6–3.                            |
| 1900               | Rudolf Pummerer                           | Harold R. Bates                           | 6–0, 9–7.                                 |
| 1904               | Zdeněk Žemla                              | Rudolf Pummerer                           | 6–1, 6–2, 7–5.                            |
| 1905               | Rudolf Pummerer                           | Otto Paul Lindpaintner                    | 6–1, 6–2, 6–3.                            |
| 1908               | George Logie                              | Генріх Кляйншрот                          | 7–5, 6–2, 6–1.                            |
| 1909               | Фелікс Піпес                              | Robert Kleinschroth                       | 6–0, ret.                                 |
| 1910               | Генріх Кляйншрот                          | Hugo Albrecht                             | 6–1, 6–0, 6–1.                            |
| 1928               | Гільєрмо Робсон                           | Ерік Ворм                                 | 6–3, 5–7, 7–5.                            |
| 1929               | Альберто дель Боно                        | Ерік Ворм                                 | 6–4, 6–4.                                 |
| 1930               | Emmanuel du Plaix                         | Берклі Белл                               | 2–6, 6–3, 3–6, 6–2, 6–4.                  |
| 1931               | Hyotaro Sato                              | Енріке Маєр                               | 7–5, 4–6, 7–5, 6–1.                       |
| 1932               | Heinz Remmert                             | William Lawrence Breese                   | 6–1, 3–6, 6–3, 8–6.                       |
| 1933               | William Lawrence Breese                   | Edler von der Planitz                     | 6–4, 6–1.                                 |
| 1935               | Heinz Tüscher                             | Ебергард Нурні                            | 4–6, 6–2, 8–6.                            |
| 1936               | Alfred Gerstl                             | Rolf Göpfert                              | 6–4, 6–3.                                 |
| 1937               | Ґеорґ фон Метакса                         | Ludwig Louis Haensch                      | 4–6, 6–2, 4–6, 7–5, 6–3.                  |
| 1938               | Edmund Bartkowiak                         | Joachim Hildebrandt                       | 6-3, 6-2, 1-1, ret.                       |
| 1939               | Геннер Генкель                            | Engelbert Koch                            | 6–4, 6–4, 6–2.                            |
| 1940–1945          | Не проводився                             | Не проводився                             | Не проводився                             |
| 1946               | Готтфрід фон Крамм                        | Родеріх Менцель                           | 6–3, 6–0, 6–3.                            |
| 1947               | Родеріх Менцель                           | Готтфрід фон Крамм                        | 6–2, 6–4, 6–2.                            |
| 1948               | Helmuth Gulcz                             | Willi Stingl                              | 7–5, retd.                                |
| 1949               | Готтфрід фон Крамм                        | Ернст Бухгольц                            | 3–6, 7–5, 6–1, 6–0.                       |
| 1950               | Готтфрід фон Крамм                        | Jan Dostál                                | 6–4, 6–4, 6–1.                            |
| 1951               | Роландо Дель Белло                        | Родеріх Менцель                           | 6–2, 1–6, 7–5, 6–2.                       |
| 1952               | Не проводився                             | Не проводився                             | Не проводився                             |
| 1953               | Ярослав Дробний (тенісист)                | Армандо Віейра                            | 6–3, 6–1, 6–3.                            |
| 1954               | Бадж Петті                                | Г'ю Стюарт                                | 6–4, 6–2, 6–4.                            |
| 1955               | Бадж Петті                                | Арт Ларсен                                | 6–3, 6–3, 6–3.                            |
| 1956               | Бадж Петті                                | Лью Гоуд                                  | 1–6, 0–6, 6–2, 7–5, 6–4.                  |
| 1957               | Мервін Роуз                               | Бадж Петті                                | 5–7, 12–10, 5–7, 6–2, 6–4.                |
| 1958               | Орландо Сірола                            | Луїс Аяла                                 | 3–6, 7–5, 1–6, 11–9, 6–4.                 |
| 1959               | Боб Г'юїтт                                | П'єр Дармон                               | 6–3, 6–3, 8–6.                            |
| 1960               | Дон Кенді                                 | Ян-Ерік Лундквіст                         | 5–7, 6–3, 6–0, 3–6, 6–2.                  |
| 1961               | Рой Емерсон                               | Боб Г'юїтт                                | 6–2, 6–3, 6–2.                            |
| 1962               | Жозе Едісон Мандаріно                     | Мануель Сантана                           | 1–6, 6–3, 6–2, 6–4.                       |
| 1963               | Патрісіо Родрігес                         | Нікола Пилич                              | 1–6, 4–6, 7–5, 9–7, 6–2.                  |
| 1964               | Мануель Сантана                           | Боб Г'юїтт                                | 6–2, 6–3, 11–9.                           |
| 1965               | Крістіан Кунке                            | Інго Будінг                               | 6–4, 6–1, 6–3.                            |
| 1966               | Іштван Гуяш                               | Вільгельм Бунгерт                         | 6–4, 4–6, 8–6, 9–7.                       |
| 1967               | Мартін Малліген                           | Вільгельм Бунгерт                         | 6–4, 3–6, 6–4, 6–4.                       |
| 1968               | Мартін Малліген                           | Йон Ціріак                                | 6–3, 3–6, 7–5, 6–3.                       |
| ↓ Історія тенісу ↓ |                                           |                                           |                                           |
| 1969               | Боб Г'юїтт                                | Крістіан Кунке                            | 6–4, 3–6, 6–2, 6–2.                       |
| 1970               | Йон Ціріак                                | Нікола Пилич                              | 2–6, 9–7, 6–3, 6–4.                       |
| 1971               | Хуан Хісберт стар.                        | Петер Соке                                | 6–2, 6–4, 6–4.                            |
| 1972               | Не проводився                             | Не проводився                             | Не проводився                             |
| 1973               | Сенді Меєр                                | Гаральд Ельшенбройх                       | 6–4, 6–3, 6–3                             |
| 1974               | Юрген Фассбендер                          | Франсуа Жоффре                            | 6–2, 5–7, 6–1, 6–4                        |
| 1975               | Гільєрмо Вілас                            | Карл Майлер                               | 2–6, 6–0, 6–2, 6–3                        |
| 1976               | Мануель Орантес                           | Карл Майлер                               | 6–1, 6–4, 6–1                             |
| 1977               | Желько Франулович                         | Віктор Печчі                              | 6–1, 6–1, 6–7, 7–5                        |
| 1978               | Гільєрмо Вілас                            | Бастер Моттрам                            | 6–1, 6–3, 6–3                             |
| 1979               | Мануель Орантес                           | Войцех Фібак                              | 6–3, 6–2, 6–4                             |
| 1980               | Рольф Герінг                              | Крістоф Фресс                             | 6–2, 0–6, 6–2, 6–2                        |
| 1981               | Кріс Льюїс                                | Крістоф Роже-Васслен                      | 4–6, 6–2, 2–6, 6–1, 6–1                   |
| 1982               | Джін Меєр                                 | Петер Ельтер                              | 3–6, 6–3, 6–2, 6–1                        |
| 1983               | Томаш Шмід                                | Йоакім Нюстром                            | 6–0, 6–3, 4–6, 2–6, 7–5                   |
| 1984               | Лібор Пімек                               | Джін Меєр                                 | 6–4, 4–6, 7–6, 6–4                        |
| 1985               | Йоакім Нюстром                            | Ганс Шваєр                                | 6–1, 6–0                                  |
| 1986               | Еміліо Санчес Вікаріо                     | Ріккі Остертун                            | 6–1, 6–3                                  |
| 1987               | Гільєрмо Перес Рольдан                    | Мар'ян Вайда                              | 6–3, 7–6                                  |
| 1988               | Гільєрмо Перес Рольдан                    | Юнас Свенссон                             | 7–5, 6–3                                  |
| 1989               | Андрій Чесноков                           | Мартін Стршелба                           | 5–7, 7–6, 6–2                             |
| 1990               | Карел Новачек                             | Томас Мустер                              | 6–4, 6–2                                  |
| 1991               | Магнус Густафссон                         | Гільєрмо Перес Рольдан                    | 3–6, 6–3, 4–3, retired                    |
| 1992               | Магнус Ларссон                            | Петр Корда                                | 6–4, 4–6, 6–1                             |
| 1993               | Іван Лендл                                | Міхаель Штіх                              | 7–6(7–2), 6–3                             |
| 1994               | Міхаель Штіх                              | Петр Корда                                | 6–2, 2–6, 6–3                             |
| 1995               | Вейн Феррейра                             | Міхаель Штіх                              | 7–5, 7–6(8–6)                             |
| 1996               | Ктіслав Доседель                          | Карлос Моя                                | 6–4, 4–6, 6–3                             |
| 1997               | Марк Філіппуссіс                          | Алекс Корретха                            | 7–6(7–3), 1–6, 6–4                        |
| 1998               | Томас Енквіст                             | Андре Агассі                              | 6–7(4–7), 7–6(8–6), 6–4                   |
| 1999               | Франко Скілларі                           | Андрей Павел                              | 6–4, 6–3                                  |
| 2000               | Франко Скілларі                           | Томмі Гаас                                | 6–4, 6–4                                  |
| 2001               | Їржі Новак (тенісист)                     | Антоні Дюпюї                              | 6–4, 7–5                                  |
| 2002               | Юнес Ель-Айнауї                           | Райнер Шуттлер                            | 6–4, 6–4                                  |
| 2003               | Роджер Федерер                            | Яркко Ніємінен                            | 6–1, 6–4                                  |
| 2004               | Микола Давиденко                          | Мартін Веркерк                            | 6–4, 7–5                                  |
| 2005               | Давід Налбандян                           | Андрей Павел                              | 6–4, 6–1                                  |
| 2006               | Олів'є Рохус                              | Крістоф Вліген                            | 6–4, 6–2                                  |
| 2007               | Філіпп Кольшрайбер                        | Михайло Южний                             | 2–6, 6–3, 6–4                             |
| 2008               | Фернандо Гонсалес                         | Сімоне Болеллі                            | 7–6(7–4), 6–7(4–7), 6–3                   |
| 2009               | Томаш Бердих                              | Михайло Южний                             | 6–4, 4–6, 7–6(7–5)                        |
| 2010               | Михайло Южний                             | Марин Чилич                               | 6–3, 4–6, 6–4                             |
| 2011               | Микола Давиденко                          | Флоріан Маєр (тенісист)                   | 6–3, 3–6, 6–1                             |
| 2012               | Філіпп Кольшрайбер                        | Марин Чилич                               | 7–6(10–8), 6–3                            |
| 2013               | Томмі Гаас                                | Філіпп Кольшрайбер                        | 6–3, 7–6(7–3)                             |
| 2014               | Мартін Кліжан                             | Фабіо Фоніні                              | 2–6, 6–1, 6–2                             |
| 2015               | Енді Маррей                               | Філіпп Кольшрайбер                        | 7–6(7–4), 5–7, 7–6(7–4)                   |
| 2016               | Філіпп Кольшрайбер                        | Домінік Тім                               | 7–6(9–7), 4–6, 7–6(7–4)                   |
| 2017               | Александр Зверєв                          | Гідо Пелья                                | 6–4, 6–3                                  |
| 2018               | Александр Зверєв                          | Філіпп Кольшрайбер                        | 6–3, 6–3                                  |
| 2019               | Крістіан Гарін                            | Маттео Берреттіні                         | 6–1, 3–6, 7–6(7–1)                        |
| 2020               | Не проводився через Коронавірусну хворобу | Не проводився через Коронавірусну хворобу | Не проводився через Коронавірусну хворобу |
| 2021               | Ніколоз Басілашвілі                       | Ян-Леннард Штруфф                         | 6–4, 7–6(7–5)                             |
| 2022               | Гольгер Руне                              | Ботік ван де Зандсгулп                    | 3–4, retired                              |
| 2023               | Гольгер Руне                              | Ботік ван де Зандсгулп                    | 6–4, 1–6, 7–6(7–3)                        |
| 2024               | Ян-Леннард Штруфф                         | Тейлор Фріц                               | 7–5, 6–3                                  |
| 2025               | Александр Зверєв                          | Бен Шелтон                                | 6–2, 6–4                                  |

### Парний розряд
| Рік  | Чемпіони                                  | Фіналісти                                 | Рахунок                                   |
| ---- | ----------------------------------------- | ----------------------------------------- | ----------------------------------------- |
| 1974 | Антоніо Муньйос Мануель Орантес           | Юрген Фассбендер Ганс-Юрген Поманн        | 2–6, 6–4, 7–6, 6–2                        |
| 1975 | Войцех Фібак Ян Кодеш                     | Мілан Голечек Карл Майлер                 | 7–5, 6–3                                  |
| 1976 | Хуан Хісберт стар. Мануель Орантес        | Юрген Фассбендер Ганс-Юрген Поманн        | 1–6, 6–3, 6–2, 2–3, retired               |
| 1977 | Франтішек Пала Балаж Тароці               | Нікола Шпер Джон Вітлінгер                | 6–3, 6–4                                  |
| 1978 | Йон Ціріак Гільєрмо Вілас                 | Юрген Фассбендер Том Оккер                | 3–6, 6–4, 7–6                             |
| 1979 | Войцех Фібак Том Оккер                    | Юрген Фассбендер Жан-Луї Ейє              | 7–6, 7–5                                  |
| 1980 | Гайнц Ґюнтгардт Боб Г'юїтт                | Девід Картер Кріс Льюїс                   | 7–6, 6–1                                  |
| 1981 | Девід Картер Пол Кронк                    | Ерік Фромм Шломо Глікштейн                | 6–3, 6–4                                  |
| 1982 | Чіп Гупер Мел Перселл                     | Тіан Вільюн Дані Віссер                   | 6–4, 7–6                                  |
| 1983 | Кріс Льюїс Павел Сложил                   | Андерс Яррід Томаш Шмід                   | 6–4, 6–2                                  |
| 1984 | Борис Бекер Войцех Фібак                  | Ерік Фромм Флорін Сегирчяну               | 6–4, 4–6, 6–1                             |
| 1985 | Марк Едмондсон Кім Ворвік                 | Серхіо Касаль Еміліо Санчес Вікаріо       | 4–6, 7–5, 7–5                             |
| 1986 | Серхіо Касаль Еміліо Санчес Вікаріо       | Бродерік Дайк Веллі Месур                 | 6–3, 4–6, 6–3                             |
| 1987 | Джим П'ю Блейн Вілленборг                 | Серхіо Касаль Еміліо Санчес Вікаріо       | 7–6, 4–6, 6–4                             |
| 1988 | Рік Ліч Джим П'ю                          | Альберто Манчіні Крістіан Мініуссі        | 7–6, 6–1                                  |
| 1989 | Хав'єр Санчес Балаж Тароці                | Пітер Дуен Лорі Вордер                    | 7–6, 6–3                                  |
| 1990 | Удо Ріглевскі Міхаель Штіх                | Петр Корда Томаш Шмід                     | 6–1, 6–4                                  |
| 1991 | Патрік Гелбрайт Тодд Вітскен              | Андерс Яррід Дані Віссер                  | 7–5, 6–4                                  |
| 1992 | Девід Адамс Менно Остінг                  | Карл Лімбергер Томаш Анзарі               | 3–6, 7–5, 6–3                             |
| 1993 | Мартін Дамм Генрік Гольм                  | Карел Новачек Карл-Уве Штеб               | 6–0, 3–6, 7–5                             |
| 1994 | Євген Кафельников Давід Рікл              | Борис Бекер Петр Корда                    | 7–6, 7–5                                  |
| 1995 | Тревор Кронеманн Девід Макферсон          | Луїс Лобо Хав'єр Санчес                   | 6–3, 6–4                                  |
| 1996 | Лен Бейл Стефен Нотебом                   | Олів'є Делетр Дієго Наргісо               | 4–6, 7–6, 6–4                             |
| 1997 | Пабло Альбано Алекс Корретха              | Карстен Браш Єнс Кніппшильд               | 3–6, 7–5, 6–2                             |
| 1998 | Тодд Вудбрідж Марк Вудфорд                | Джошуа Ігл Ендрю Флорент                  | 6–0, 6–3                                  |
| 1999 | Даніель Оршанік Маріано Пуерта            | Массімо Бертоліні Крістіан Бранді         | 7–6, 3–6, 7–6                             |
| 2000 | Девід Адамс Джон-Лаффньє де Ягер          | Максим Мирний Ненад Зімоньїч              | 6–4, 6–4                                  |
| 2001 | Петр Лукса Радек Штепанек                 | Жайме Онсінс Даніель Оршанік              | 5–7, 6–2, 7–6                             |
| 2002 | Петр Лукса Радек Штепанек                 | Петр Пала Павел Візнер                    | 6–0, 6–7, [11–9]                          |
| 2003 | Вейн Блек Кевін Ульєтт                    | Джошуа Ігл Джаред Палмер                  | 6–3, 7–5                                  |
| 2004 | Джеймс Блейк Марк Мерклейн                | Юліан Ноул Ненад Зімоньїч                 | 6–2, 6–4                                  |
| 2005 | Маріо Анчич Юліан Ноул                    | Флоріан Маєр (тенісист) Александер Васке  | 6–3, 1–6, 6–3                             |
| 2006 | Андрей Павел Александер Васке             | Александер Пея Б'єрн Фау                  | 6–4, 6–2                                  |
| 2007 | Філіпп Кольшрайбер Михайло Южний          | Ян Гаєк Ярослав Левинський                | 6–1, 6–4                                  |
| 2008 | Міхаель Беррер Райнер Шуттлер             | Скотт Ліпскі Девід Мартін                 | 7–5, 3–6, [10–8]                          |
| 2009 | Ян Герних Іво Мінарж                      | Ешлі Фішер Джордан Керр                   | 6–4, 6–4                                  |
| 2010 | Олівер Марах Сантьяго Вентура Бертомеу    | Ерік Буторак Міхаель Кольманн             | 5–7, 6–3, [16–14]                         |
| 2011 | Сімоне Болеллі Орасіо Себальйос           | Андреас Бек Крістофер Кас                 | 7–6(7–3), 6–4                             |
| 2012 | Франтішек Чермак Філіп Полашек            | Ксав'є Малісс Дік Норман                  | 6–4, 7–5                                  |
| 2013 | Яркко Ніємінен Дмитро Турсунов            | Маркос Багдатіс Ерік Буторак              | 6–1, 6–4                                  |
| 2014 | Джеймі Маррей Джон Пірс (тенісист)        | Колін Флемінг Росс Гатчінс                | 6–4, 6–2                                  |
| 2015 | Александер Пея Бруно Соарес               | Александр Зверєв Міша Зверєв              | 4–6, 6–1, [10–5]                          |
| 2016 | Генрі Контінен Джон Пірс (тенісист)       | Хуан Себастьян Кабаль Роберт Фара         | 6–3, 3–6, [10–7]                          |
| 2017 | Хуан Себастьян Кабаль Роберт Фара         | Жеремі Шарді Фабріс Мартен                | 6–3, 6–3                                  |
| 2018 | Іван Додіг Ражів Рам                      | Нікола Мектич Александер Пея              | 6–3, 7–5                                  |
| 2019 | Фредерік Нільсен Тім Пюц                  | Марсело Демолінер Дівідж Шаран            | 6–4, 6–2                                  |
| 2020 | Не проводився через Коронавірусну хворобу | Не проводився через Коронавірусну хворобу | Не проводився через Коронавірусну хворобу |
| 2021 | Кевін Кравіц Веслі Колгоф                 | Сандер Жіє Йоран Вліґен                   | 4–6, 6–4, [10–5]                          |
| 2022 | Кевін Кравіц Андреас Міс                  | Рафаель Матос Давід Веґа Ернандес         | 4–6, 6–4, [10–7]                          |
| 2023 | Александер Ерлер Лукас Мідлер             | Кевін Кравіц Тім Пюц                      | 6–3, 6–4                                  |
| 2024 | Юкі Бгамбрі Альбано Оліветті              | Андреас Міс Ян-Леннард Штруфф             | 7–6(8–6), 7–6(7–5)                        |
| 2025 | Андре Ґоранссон Сем Вербек                | Кевін Кравіц Тім Пюц                      | 6–4, 6–4                                  |